# جاده ئی۳۹۱ اروپا
جاده ئی۳۹۱ اروپا (به انگلیسی: European route E391) یکی از جاده‌های درجه ۲ قاره اروپا است.
این جاده از شهر هلوخیف (اوکراین) شروع شده و در شهر تروسنا (روسیه) به پایان می‌رسد.